# Пипин (мюзикл)
Пипин (англ. Pippin) — мюзикл 1972 года на музыку и слова Стивена Шварца по сценарию Роджера О. Хёрсона. Режиссёр и хореограф оригинальной бродвейской постановки Боб Фосс, который внёс свой авторский вклад и в либретто. Главные персонажи Пипин Горбатый и его отец Карл Великий — исторические фигуры раннего средневековья, но сюжет является вымышленным и не представляет никакой научной достоверности. Постановка на Бродвее 1972 года получила 9 премий Тони из 16 номинаций, включая премию за лучшую режиссуру и хореографию. Шоу было показано 1944 раза. Премьера постановки в Лондоне состоялась в Вест-Энде в Театре Его Величества 30 октября 1973 года. Состоялось всего 85 представлений.  

## Сюжет

### Акт I
Ведущий шоу и актёры передвижной труппы приглашают публику стать участниками их представления, разрушающего Четвёртую стену (номер Magic to Do, рус. Магия действия). Пипин — сын короля Карла Великого от первого брака ищет своё предназначение в жизни (номер Corner of the Sky, рус. Уголочек неба) Он прибывает в замок своего отца, где встречается со своей амбициозной мачехой Фастрадой и её недалёким сыном Льюисом. Карл и Льюис планируют вскоре вступить в битву против вестготов, и Пипин уговаривает отца взять его с собой. 
Актёры в танце отображают битву с тремя солистами в центре (знаменитое «Трио Мэнсона» Боба Фосса), в то время как позади них разворачиваются сцены насилия и кровопролития. Карл объявляет о победе и ведёт свою армию к новым битвам. Разочарованный Пипин вступает в диалог с отрубленной головой вражеского солдата, обсуждая тщетность битвы. Он бежит в провинцию. Там Бертрада, его бабушка по отцовской линии, изгнанная Фастрадой, внушает Пипину, чтобы он перестал беспокоиться о своем будущем и наслаждался удовольствиями настоящего. Пипин пробует наслаждаться многочисленными сексуальными контактами, но вскоре обнаруживает, что отношения без любви пусты.
Ведущий предлагает Пипину найти удовлетворение в борьбе с тиранией своего отца. Тот соглашается и становится лидером заговора против Карла. Фастрада, желая ускорить восшествие на трон её сына, помогает Пипину и открывает ему день и час, когда Карл удаляется для молитвы один и без оружия. В нужное время Пипин находит своего отца в часовне и убивает его. Народ приветствует нового короля, радуясь, что тирании пришел конец. 

### Акт II
Став королём, Пипин приносит стране мир, раздавая бедным землю, отменяя налоги. Однако совсем скоро всё разваливается, поскольку Пипин не способен выполнить все свои обещания. По просьбе Пипина Ведущий воскрешает Карла Великого. Пиппин ищет себя в искусстве, религии, в безвозмездном батрачестве в поместье обеспеченной вдовы Кэтрин. Но всё ему кажется однообразным и скучным. Он покидает поместье к разочарованию Кэтрин и её сына Тэо, которые искренно привязались к этому молодому мужчине.
Оставшись один на сцене, неприкаянный Пипин попадает под гипнотическое влияние Ведущего, который настаивает, что единственное, что приносит удовлетворение, — действие ради действия. Он предлагает Пипину поджечь себя, стать солнцем, единым целым с пламенем. Жизнь — ничто, мгновенный  всплеск славы — всё. Пипин почти готов осуществить самосожжение, но что-то останавливает его. На сцене появляется Кэтрин и Тэо, явно нарушая сценарную задумку Ведущего. Он, ожидавший грандиозного финала и успеха у публики, впадает истерику, объявляет шоу закрытым и уводит с собой остальных актёров и оркестр.
На пустой сцене без декораций остаются Пипин, Кэтрин и Тео, утверждая ценность «простых радостей» жизни.

### Альтернативный финал
В 1998 году британским театральным режиссёром и хореографом Митчем Себастьяном был придуман альтернативный «финал Тео». Ведущий и остальная труппа покидает сцену в гневе на Пипина за то, что он не исполнил грандиозно задуманную концовку. Тот, после короткого раздумья, всё-таки отрицает желание и готовность жить в тишине и покое с Кэтрин. Тео остается на сцене один и исполняет небольшую часть номера «Уголочек неба». На сцену победно возвращаются Ведущий и остальные актёры под музыку «Магия действия» из пролога спектакля. Экзистенциальный кризис, лежащий в основе пьесы, не миновал, а вышел на новый круг, но теперь с Тео вместо Пипина.
Подобная концовка была включена почти во все новые постановки «Пипина», включая бродвейское возрождение 2013 года. 

## Репетиции и прокат

### Оригинальная постановка на Бродвее
Премьера спектакля состоялась в театре Империал ( Нью-Йорк) 23 октября 1972 года, и до закрытия 12 июня 1977 года мюзикл был показан 1944 раза. Режиссёром и хореографом спектакля был Боб Фосс. Первоначальный состав возглавляли Бен Верин в роли Ведущего, Джон Рубинштейн в роли Пипина, Эрик Берри в роли Карла Великого, Лиленд Палмер в роли Фастрады, Айрин Райан в роли Бертрады.
Обозреватель The New York Times комментировал: «Вполне обычный набор рок-музыки, и, я должен сказать, что большая часть музыки мне показалась несколько бесхарактерной… Тем не менее, она неизменно мелодична и содержит несколько рок-баллад, которые могут оказаться запоминающимися»
Продюсеры шоу предложили новый способ рекламы — демонстрировать по телевидению часть яркого номера из спектакля. По мнению журналистов и маркетологов именно это позволило мюзиклу продержаться на сцене почти пять лет. В 60-секундном рекламном ролике Бен Верин и два танцовщицы кордебалета Кэнди Браун и Памела Соуз, были показаны в инструментальной танцевальной сцене из номера «Glory» (танец войны при битве с вестготами). Ролик заканчивался слоганом: «Остальные 119 минут «Пипина» вы можете увидеть в театре Империал без перерывов на рекламу».
Ученый-театровед Скотт Миллер так высказался в своей книге 1996 года «From Assassins to West Side Story»: «Пипин — это в значительной степени недооцененный мюзикл, в котором гораздо больше содержания, чем многие полагают. Из-за музыки в стиле 1970-х годов и выхолощенной лицензионной версия для любительских театров, которая сильно отличается от оригинальной бродвейской постановки, спектакль теперь имеет репутацию просто милого, безобидного, озорного. Но если сделать его так, как задумал Боб Фосс, спектакль будет сюрреалистичным и тревожащим». Фосс ввёл «квази-брехтовские элементы», чтобы расширить возможности аудитории. «Эффект дистанцирования» Брехта разрушает иллюзию реальности и побуждает к анализу смысла пьесы. 

### Вест-Энд
Шоу открылось в Вест-Энде в Театре Его Величества 30 октября 1973 года и выдержало 85 представлений. Луиз Квик, личная помощница Боба Фосса, и Джин Фут из актёрского состава оригинальной версии, совместно руководили постановкой с сохранением хореографии Фосса. Среди актёров: Нортерн Кэллоуэй в роли Ведущего, Пол Джонс — рок музыкант, участник групп Manfred Mann, Eric Clapton and the Powerhouse и других, — роли Пипина, Джон Тёрнер в роли Карла Великого, Дайан Лэнгтон в роли Фастрада, Элизабет Уэлч в роли Бертрады и Патрисия Ходж в роли Кэтрин.

### Возрождение спектакля на Бродвее
Новая постановка была создана для Американского репертуарного театра в Кембридже, штат Массачусетс. Актёрский состав возглавляли Мэтью Джеймс Томас в роли Питина, Патина Миллер в роли Ведущего, Андреа Мартин в роли Берты, Рэйчел Бэй Джонс в роли Кэтрин, Эрик Альтемус в роли Льюиса, Терренс Манн в роли короля Чарльза, Шарлотта д' Амбуаз в роли Фастрады. Миллер нервничала, взяв на себя роль Ведущего, воссоздавая персонажа, созданного широко известным Беном Верином. Однако проблема, которую представляла такая роль, и сила влияния необходимости гендерно-нейтрального кастинга перевесили опасения. «Я знаю, что есть люди, которые задаются вопросом, почему на этот раз Ведущим должна быть женщина. Но одна из замечательных особенностей воссозданных постановок — это возможность сделать что-то новым и захватывающим способом», — сказала Миллер. Премьера спектакля состоялась 5 декабря 2012 года и продлилось до 20 января 2013 года.

## Актёры и роли
| Персонаж     | Бродвей                             | Вест-Энд                    | Бродвей             |
| ------------ | ----------------------------------- | --------------------------- | ------------------- |
| Персонаж     | 1972                                | 1973                        | 2013                |
| Пипин        | Джон Рубинштейн или Уолтер Виллисон | Пол Джонс                   | Мэттью Джеймс Томас |
| Ведущий      | Бен Верин                           | Нортерн Кэллоуэй            | Патина Миллер       |
| Кэтрин       | Джилл Клейберг                      | Патриция Ходж               | Рэйчел Бэй Джонс    |
| Карл Великий | Эрик Берри                          | Джон Тёрнер                 | Терренс Манн        |
| Фастрада     | Лиленд Палмер                       | Дайан Лэнгон                | Шарлотт д'Амбуаз    |
| Бертрада     | Айрин Райан                         | Элизабет Уэлч               | Андреа Мартин       |
| Льюис        | Кристофер Чадман                    | Бобби Баннерман             | Эрик Альтемус       |
| Тео          | Шейн Никерсон                       | Никки Чисман или Питер Холл | Эндрю Чекала        |

## Другие постановки
- 1972 — театр Империал, Бродвей, Нью-Йорк;
- 1973 —  Театр Его Величества, Вест Энд, Лондон;
- 1974-1975 — Первый тур по США[8];
- 1977-1978 — Второй тур по США[9];
- 2007-2008 — Третий тур по США[10];
- 2012-2013 — Американский репертуарный театр в Кембридже, штат Массачусетс и Music Box Theatre, Бродвей, Нью-Йорк